# 鸡蛋灌饼
鸡蛋灌饼是用鸡蛋、面粉制作的一道小吃，它是源于河南的特色传统名点，深受当地居民喜爱。把鸡蛋液灌进烙至半熟的饼内，继续煎烙后烤制而成，饼皮酥脆蛋鲜香。鸡蛋灌饼也算一种早餐，有蛋有面有青菜有营养又方便很受大家欢迎，是河南地区的特色小吃之一。